# Раэ
Раэ (რ, груз. რაე) — семнадцатая буква современного грузинского алфавита и девятнадцатая буква классического грузинского алфавита.

## Использование
В грузинском языке обозначает звук [ɾ]. Числовое значение в изопсефии — 100 (сто).
Также используется в грузинском варианте лазского алфавита, используемом в Грузии. В латинице, используемой в Турции, ей соответствует r.
Ранее использовалась в абхазском (1937—1954) и осетинском (1938—1954) алфавитах на основе грузинского письма, после их перевода на кириллицу в обоих случаях была заменена на р.
Во всех системах романизации грузинского письма передаётся как r. В грузинском шрифте Брайля букве соответствует символ ⠗ (U+2817).

### Слова на букву раэ
Доля раздела буквы раэ в грузинском словаре Д. И. Чубинова — около 1 %.

## Написание
| Асомтаврули | Нусхури | Мхедрули |
| ----------- | ------- | -------- |
|             |         |          |

## Кодировка
Раэ асомтаврули и раэ мхедрули включены в стандарт Юникод начиная с самой первой его версии (1.0.0) в блоке «Грузинское письмо» (англ. Georgian) под шестнадцатеричными кодами U+10B0 и U+10E0 соответственно.
Раэ нусхури была добавлена в Юникод в версии 4.1 в блок «Дополнение к грузинскому письму» (англ. Georgian Supplement) под шестнадцатеричным кодом U+2D10; до этого она была унифицирована с раэ мхедрули.
Раэ мтаврули была включена в Юникод в версии 11.0 в блок «Расширенное грузинское письмо» (англ. Georgian Extended) под шестнадцатеричным кодом U+1CA0.